# Erigorgus propugnator
Erigorgus propugnator är en stekelart som först beskrevs av Forster 1855.  Erigorgus propugnator ingår i släktet Erigorgus och familjen brokparasitsteklar. Arten är reproducerande i Sverige. Inga underarter finns listade i Catalogue of Life.